# 独立石湖
34°44′11″N 81°53′18″E / 34.73639°N 81.88833°E
独立石湖（藏語：རྡུའུ་ལི་ཧྲི་མཚོ，威利转写：rdu'u li hri mtsho，藏语拼音：Dulihri Tso）位于中国西藏自治区西部阿里地区日土县境内，地处日土县东北部，普尔错以南，清澈湖和骆驼湖以北，土则岗日西麓，湖面海拔5031米，面积79平方公里。